# Szechwanboszanger
De Szechwanboszanger (Phylloscopus yunnanensis) is een zangvogel uit de familie Phylloscopidae.

## Verspreiding en leefgebied
Deze soort komt voor in China, Myanmar en Thailand.